# 新加坡国际金融交易所
新加坡国际金融交易所（SIMEX）为新加坡政府于1984年9月将原来的新加坡黄金交易所與芝加哥商業交易所以合夥的方式創辦。随即推出了3月期欧洲美圆利率期货和德国马克期货，两个月后又推出日元交易品种。同样在1984年，SIMEX与美国的芝加哥商业交易所实现了联网交易，交易者可以在两个交易所之间进行对冲交易。1986年9月，SIMEX又推出日经225指数（NIKKEI225）期货交易，首开交易国外股指期货之风。1998年便推出摩根台指期貨，與美國芝加哥商業交易所推出的道瓊台指競爭。最後擊敗道瓊期指，成為目前最成功的台指期貨商品。1999年12月1日與新加坡證券交易所（SES）合併為新加坡交易所（SGX）。

## 外部参考
- 新加坡交易所（SGX）新华富时中国A50股指期货简介